# Serra de l'Algaiat
La Serra d'Algaiat s'escampa al llarg de 7 quilòmetres pels termes municipals del Fondó de les Neus, Alguenya, la Romana a la comarca del Vinalopó Mitjà i Oriola a la del Baix Segura; les cotes més altes són la penya Grossa amb una alçada de 1.100 metres i la penya de la Mina, que en fa 1.053. En esta serra es troba la microreserva de flora Ombria de l'Algaiat.